# Serizawa Chōsuke
Serizawa Chōsuke (jap. 芹沢 長介; * 21. Oktober 1919 in Shizuoka, Präfektur Shizuoka; † 16. März 2006) war ein japanischer Archäologe, der an der Tōhoku-Universität lehrte. Er war einer der führenden Forscher auf dem Gebiet der japanischen Altstein- und Jōmon-Zeit. Er untersuchte landesweit Ausgrabungsstätten des Paläolithikums und arbeitete insbesondere an der Chronologie der Fundstücke.

## Leben
Serizawas Vater, Serizawa Keisuke, war ein Färber und Textilgestalter, der 1956 als Lebender Nationalschatz ausgezeichnet wurde und der von 1989 bis zu seinem Tod das Serizawa-Keisuke-Museum für Kunsthandwerk in Sendai leitete. Chōzuke selbst schloss ein Studium der Geographie und Geschichtswissenschaft an der Meiji-Universität ab. Er besuchte das Graduiertenkolleg und trat 1963 eine Stelle an der Tōhoku-Universität an. Er wurde zum Assistenz-, dann zum ordentlichen Professor berufen und arbeitete von 1984 an der Tōhoku-Fukushi-Universität. 2006 starb er im Alter von 86 Jahren in einem Krankenhaus in Sendai.
Serizawas ursprüngliches Forschungsgebiet war die Jōmon-Zeit, doch hielt er es anhand von Ergebnissen, die die Radiokarbonmethode ergeben hatte für möglich, dass bereits vor dieser Zeit Menschen auf dem japanischen Archipel zugegen waren. Damals begann man gerade die Grabungsstätte Iwajuku zu erschließen. Nachdem Serizawa von dem Amateurarchäologen Tadahiro Aizawa (1926–1989) konsultiert worden war und dieser ihm die gefundenen Steingeräte gezeigt hatte, war Serizawa überzeugt, dass es sich um ältere Fundstücke aus dem Jungpaläolithikum handelte. Bis dahin war man in der Archäologie überzeugt, dass es in Japan kein Paläolithikum gegeben hatte. Serizawa konzentrierte sich von diesem Zeitpunkt an auf die Erforschung des Paläolithikums und er argumentierte, dass es in Japan auch ein Mittel- und Altpaläolithikum gegeben habe. In der Fachwelt entbrannte ein Disput darüber, ob es sich bei den Fundstücken, die Serizawa ausgegraben hatte tatsächlich um Steinartefakte handelte, die von Menschen hergestellt worden waren oder um Steine mit Naturbruch. Schließlich konnte sich Serizawas Hypothese über die Existenz eines japanischen Paläolithikums in der Fachwelt behaupten.
Die Thesen und Forschungen Serizawas gerieten durch die Entdeckung der paläolithischen Befundfälschungen durch Fujimura Shin’ichi erneut in die Kritik. Die Diskussion um die Anwesenheit von Menschen im Paläolithikum entfachte erneut. Wenngleich die Fälschungen die paläolithische Forschung und insbesondere die Chronologie sehr beeinträchtigten, so gibt es heute doch veritable Belege für ein japanisches Paläolithikum.
Serizawa war seit 1977 korrespondierendes Mitglied der British Academy.

## Wichtige Ausgrabungen Serizawas
- Natsushima-Køkkenmøddinger (夏島貝塚) in der Präfektur Kanagawa
- Fukui-Höhle (福井洞窟) in der Präfektur Nagasaki, Kyushu
- Iwajuku (岩宿遺跡) in der Präfektur Gunma
- Iwato (岩戸遺跡) in der Präfektur Ōita
- Sōzudai (早水台遺跡) in der Präfektur Ōita
- Hoshino (星野遺跡) in der Präfektur Tochigi

## Werke
- Serizawa, Chōzuke: 日本旧石器時代 (etwa: Das japanische Paläolithikum). Iwanami, 1982, ISBN 978-4-00-420209-7
- Serizawa, Chōzuke: 縄文　日本陶磁大系 (etwa: Jōmon Abriss über japanische Keramik). Heibon, 1989, ISBN 978-4-582-23513-5